# Ruschia tribracteata
Ruschia tribracteata är en isörtsväxtart som beskrevs av L. Bol. Ruschia tribracteata ingår i släktet Ruschia och familjen isörtsväxter. Inga underarter finns listade i Catalogue of Life.